# Walther Tröger

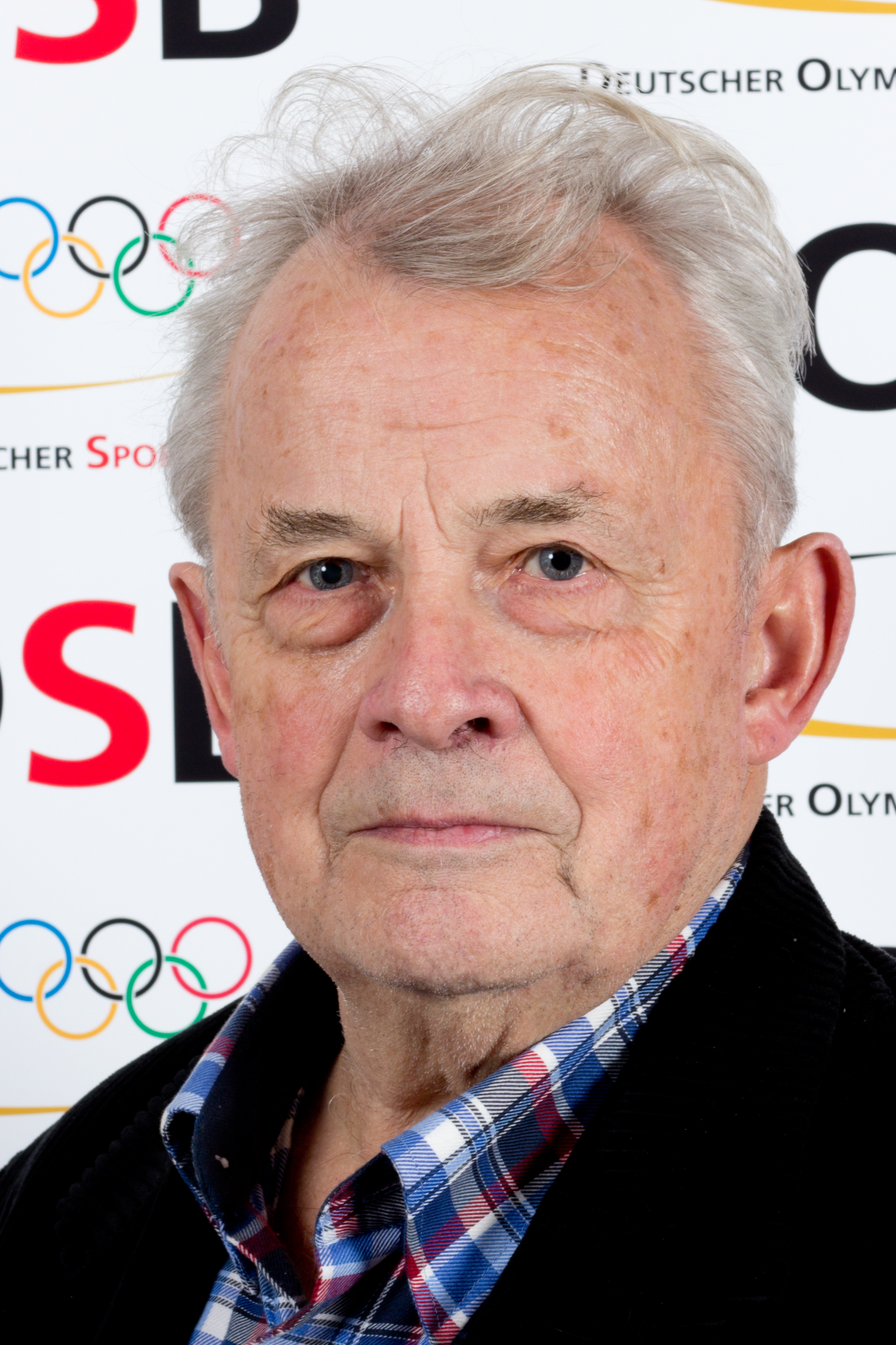
Walther Tröger (2012)

Walther Hans Martin Tröger (* 4. Februar 1929 in Wunsiedel; † 30. Dezember 2020 in Frankfurt am Main) war ein deutscher Sportfunktionär.

## Leben
Tröger wuchs in Breslau als Sohn eines Regierungsrats auf, der nicht aus dem Zweiten Weltkrieg zurückkehrte. Seine Mutter starb kurz nach dem Krieg. Tröger besuchte das Elisabet-Gymnasium in Breslau, nach Flucht und Kriegsende machte er sein Abitur in Wunsiedel im Fichtelgebirge. Danach studierte er von 1947 bis 1951 Jura an der Friedrich-Alexander-Universität Erlangen-Nürnberg.
Tröger starb im Alter von 91 Jahren am 30. Dezember 2020.

## Sportpolitische Karriere

### Allgemeiner Deutscher Hochschulsportverband und Nationales Olympisches Komitee
Seine sportpolitische Karriere begann er beim Allgemeinen Deutschen Hochschulsportverband, wo er von 1953 bis 1961 als Generalsekretär tätig war, bevor er als Geschäftsführer (ab 1963: Generalsekretär) zum NOK (Deutscher Olympischer Sportbund) wechselte. Durch seine Arbeitsweise ermöglichte er die Kooperation mit dem 1969 geschaffenen Bundesausschuss Leistungssport. Seit seiner Zeit beim ADH galt er als zuverlässiger Ansprechpartner der Athleten.

### Basketball
Als Student lernte Tröger die Sportart Basketball kennen, wurde an der Universität Erlangen Spieler der Hochschulmannschaft und Basketball-Obmann. 1954 war er für die Veranstaltung des ersten Länderspiels der bundesdeutschen Studentennationalmannschaft zuständig, welches in Darmstadt gegen Frankreich stattfand. 1956 wurde er Rechtswart des Hessischen Basketball-Verbandes und 1957 Vorsitzender des Verbands. Seine Amtszeit endete 1967, er wurde anschließend zum Ehrenmitglied ernannt. Im Deutschen Basketball-Bund (DBB) war Tröger ab 1957 als Rechtswart tätig. 1960 gab er das Amt ab. Bis 1976 war er Mitglied des DBB-Ehrenrates und von 1976 bis 2006 Vizepräsident des Deutschen Basketball Bundes sowie Vertreter des Präsidenten. Von 1964 bis 1994 saß Tröger in der Internationalen Kommission des Basketball-Weltverbands FIBA.

### Olympische Sommerspiele 1972 München
Während der Olympischen Sommerspiele 1972 war er Bürgermeister im olympischen Dorf in München. Während der Geiselnahme israelischer Sportler durch die Terrorgruppe Schwarzer September war Tröger an den Verhandlungen mit den Terroristen beteiligt.

### IOC und NOK
Von 1983 bis 1990 war er Sportdirektor des Internationalen Olympischen Komitees (IOC). Tröger war von 1992 bis 2002 Präsident des Nationalen Olympischen Komitees (NOK) für Deutschland und ab 2003 Ehrenpräsident des NOK für Deutschland. Von 1990 bis 2010 führte er die Kommission „Sport für alle“ sowie später Ehrenmitglied das in „Sport und aktive Gesellschaft“ umbenannte Gremium, das sich um Breitensportentwicklung kümmert. Von 1989 bis 2009 war er Mitglied des Internationalen Olympischen Komitees (IOC), danach Ehrenmitglied. Walther Tröger war von 1976 bis 2002 achtmal Chef de Mission bei Olympischen Winterspielen.
Tröger war seit der Gründung Vorsitzender des Vereins- und Stiftungsvorstandes des Deutschen Sport & Olympia Museums und im Vorstand der Stiftung Deutsche Sporthilfe. Er war Mitglied der Studentenverbindung ATV Darmstadt im Akademischen Turnbund (ATB). Die Olympischen Winterspiele 2014 in Sotschi waren seine 26. als Sportfunktionär, was einen olympischen Rekord darstellt.

### Menschenrechte
In der Menschenrechtsdebatte um die Olympischen Sommerspiele 2008 in Peking nahm Walther Tröger am Tag der Verurteilung des bekannten chinesischen Menschenrechtsaktivisten Hu Jia eine von vielen als polarisierend angesehene Haltung ein. Er sagte Pressevertretern gegenüber: „Wer in gekennzeichneten Bereichen gegen das Verbot unzulässiger Werbung oder Propaganda verstößt, kann unverzüglich und nach Prüfung des Einzelfalls ausgeschlossen werden“ und drohte: „Selbstverständlich steht ihm frei, an den Spielen nicht teilzunehmen, wenn er nicht bereit ist, die Regeln anzuerkennen.“

## Auszeichnungen
- Verdienstkreuz 1. Klasse des Verdienstordens der Bundesrepublik Deutschland (1984)
- Ehrenplakette der Stadt Frankfurt am Main (1989)
- Ehrenmitglied des Deutschen Basketball Bunds (DBB), des Deutschen Leichtathletik-Verbands (DLV), der International Basketball Federation und  des Allgemeinen Deutschen Hochschulsportverbands
- Ehrenring des DBB (2006)
- Ehrendoktor von Kyungnam University, Masan, Südkorea
- Ehrendoktor der United States Sports Academy
- Großes Verdienstkreuz des Verdienstordens der Bundesrepublik Deutschland (1994)
- Hessischer Verdienstorden (2001)
- Bayerischer Verdienstorden
- Ritterkreuz des Französischen Nationalverdienstordens
- Kommandeurskreuz des Verdienstordens der Republik Polen (2001)[10]
- FIBA Order of Merit
- Olympischer Orden
- World Money Fair Award (2010)[11]
- Verdienstorden des Landes Nordrhein-Westfalen (2012)[12]
- Aufnahme in die Hall of Fame des deutschen Sports (2019)